# Medaglia Jackson-Gwilt
La medaglia Jackson-Gwilt (in inglese Jackson-Gwilt Medal) è un premio della Royal Astronomical Society assegnato con regolarità dal 1897 per le invenzioni, i miglioramenti o gli sviluppi nell'ambito della strumentazione o delle tecniche astronomiche; per i successi nell'osservazione astronomica; o per i successi nella ricerca sulla storia dell'astronomia.
La medaglia prende il nome da Hannah Gwilt, sposata Jackson, a ricordo delle generose donazioni fatte alla Royal Astronomical Society.

## Cronotassi dei vincitori
- 1897 - Lewis Swift
- 1902 - Thomas David Anderson
- 1905 - John Tebbutt
- 1909 - Philibert Jacques Melotte
- 1913 - Thomas Henry Espinell Compton Espin
- 1918 - T. E. R. Phillips
- 1923 - A. Stanley Williams e William Sadler Franks
- 1928 - William Reid e William Herbert Steavenson
- 1931 - Clyde Tombaugh
- 1935 - Walter Frederick Gale
- 1938 - Frederick James Hargreaves e Percy Mayow Ryves
- 1942 - Reginald Lawson Waterfield
- 1946 - Harold William Newton
- 1949 - Algernon Montagu Newbegin
- 1953 - John Philip Manning Prentice
- 1956 - R. P. de Kock
- 1960 - F. M. Bateson e Albert Jones[2]
- 1963 - George Eric Deacon Alcock
- 1968 - John Guy Porter
- 1971 - Alan William James Cousins
- 1974 - Geoffrey Perry
- 1977 - Patrick Moore
- 1980 - Roger Griffin
- 1983 - Grote Reber
- 1986 - David Malin
- 1989 - Richard E. Hills
- 1992 - Richard Stephenson
- 1995 - Janet Akyüz Mattei
- 1998 - Alexander Boksenberg
- 2001 - John E. Baldwin
- 2004 - Pat Wallace
- 2006 - Keith Taylor
- 2008 - Stephen Shectman
- 2009 - Peter Ade
- 2010 - Craig Mackay
- 2011 - Matt Griffin
- 2012 - Joss Bland-Hawthorn[3]
- 2013 - Vikram Dhillon[4]
- 2014 - George W. Fraser[5]
- 2015 - Allan Chapman[6]
- 2016 - Bruce Swinyard[7]
- 2017 - Ian Parry[8]
- 2018 - Wayne Holland
- 2019 - Anna Scaife
- 2020 - Roland Bacon
- 2021 - Floor van Leeuwen
- 2022 - Frank Eisenhauer
- 2023 - Roberto Abraham[9]